# 装身具

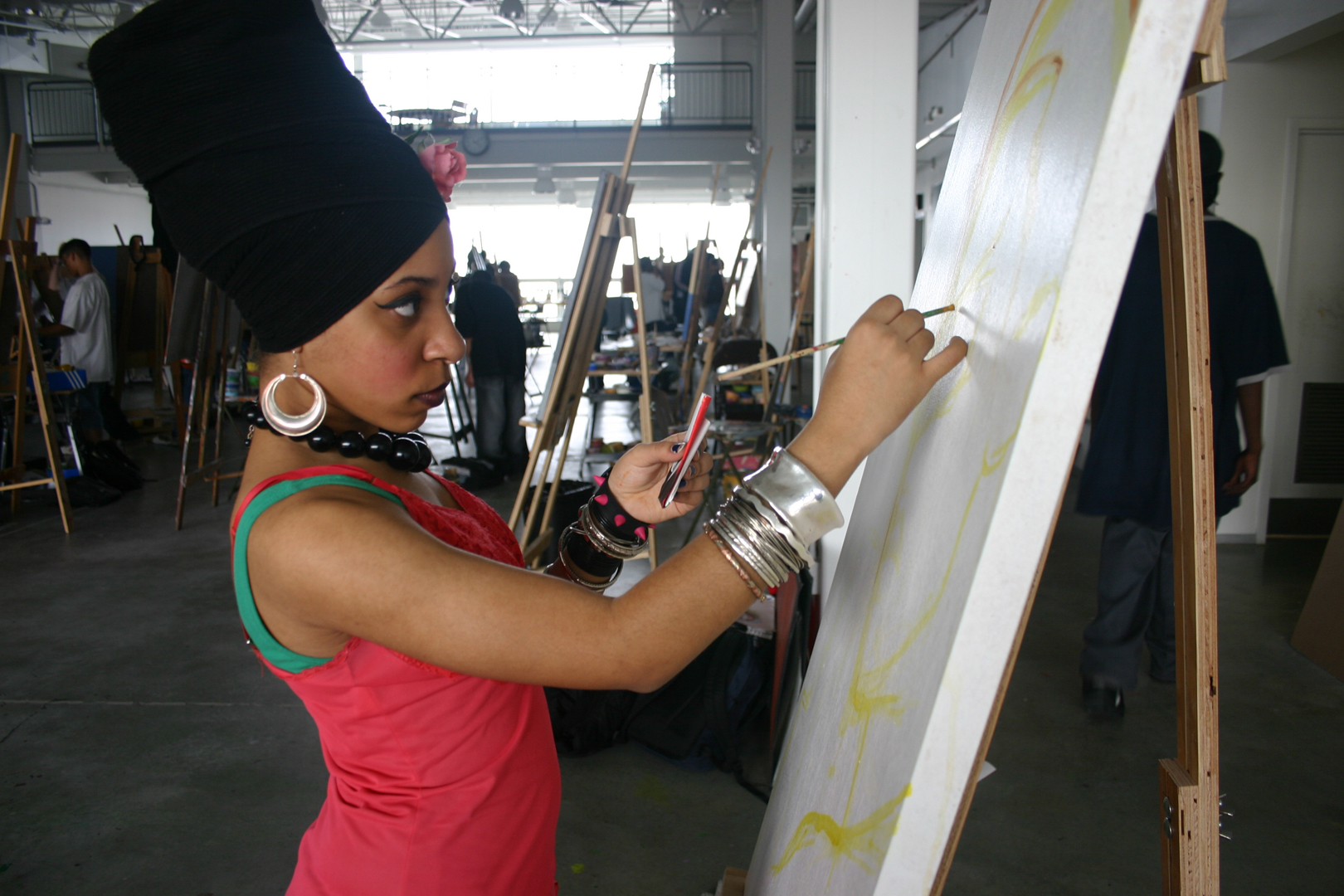
ブレスレットや首飾りやイヤリングをつけて身を飾って創作活動をする女性

装身具（そうしんぐ、英: personal ornament あるいは小さなものはtrinket）とは、装飾つまり「かざり」のために身体や衣服につける服飾付属品。より魅力的に見せるために使われる物で、通常は実用的な目的が無いもの。

## 概要
歴史
装身具は、もともとは呪術的な意味合いを持っていた、とも推測されている。支配者階級が出現すると自分の余力、財力を示すことで自分の権勢などを他者に示す目的で身につけた。
装身具の基本の型のほとんどは先史時代に確立していた。
元々は花や木の実、貝殻、動物の歯、牙、角などを加工、組み合わせて作っていた。
日本では縄文時代に使われていた耳飾や腕輪などの装身具が出土しており、古墳時代には鍍金の施された鮮やかな金銅製装身具が作られた。
装身具を用いて着飾ることは一部の民族・文化から広まったのではなく、世界中で見られる現象である。それらは埋葬されている物や壁画、伝統的装飾品などからも伺うことができる。
西洋の冠・王笏などは権力の象徴であるが、同時に装飾の役割を果たした。
ヨーロッパの貴族は男性も女性もさかんに装身具を身に付けた。ベルトは実用と装飾を兼ねていた。
中世の西ヨーロッパはキリスト教 一色の社会になったが、十字架の首飾りは信仰のシンボルであり、イエスの超自然的な力に身を護られたいというクリスチャンの願いもこめられていたが、同時に装飾の役割も果たした。カトリック教会の人々が祈りに使うロザリオも同様である。
なお広義には錫杖、神社のお守りや登山者が付ける熊除けの鈴、さらには社員の名札や腕章も、（全てではないが）ものによっては装身具に含まれる。
現代の素材と製造法の多様化
20世紀には、工業技術によりさまざまな素材が新たに開発されたので、現代の装身具の素材は多様化している。製造機械が使われるようになり安価に大量生産することも可能になった。合成樹脂類（プラスチック類）も安価な大量生産を可能にし、小さな子供でも購入してもらいやすくなり身につけられるものが増えた。リボン類も布のものばかりでなくプラスチック類のものが登場した。
高価な宝石の代わりに工業技術でつくりだした模倣宝石やクリスタルガラスを使うことも一般化した。一方で先史時代以来使われた素材の多くも、現在も変わらず使われ続けている。宝石や貴金属も用いられる。その結果、現代の装身具の素材は、たとえば布、紐、ゴム、合成樹脂、天然樹脂、鉱物、金属（メッキ品、貴金属）、セラミック類（七宝やエナメルなど）、クリスタルガラス等のガラス類、海産物（貝殻や珊瑚）、木材、化石、動植物の体組織...といったように挙げきれないほどに多種多様化している。つまり、日常の環境による変化を比較的受けにくく、金属アレルギーなどで人体に害を及ぼさないと考えられる物であれば、どのような素材でも使用される状態になっている。

## 種類
- アームバンド - シャツの袖に着け袖丈を調整するバンド。袖丈が長すぎる場合にカフが手首から下に落ちないよう上膊部を適切な位置で留めるためのもの。

- アンクレット - 足首に着用する装身具。
- イヤリング（耳飾り）
  - イヤホン・ヘッドホン - 耳に着ける。

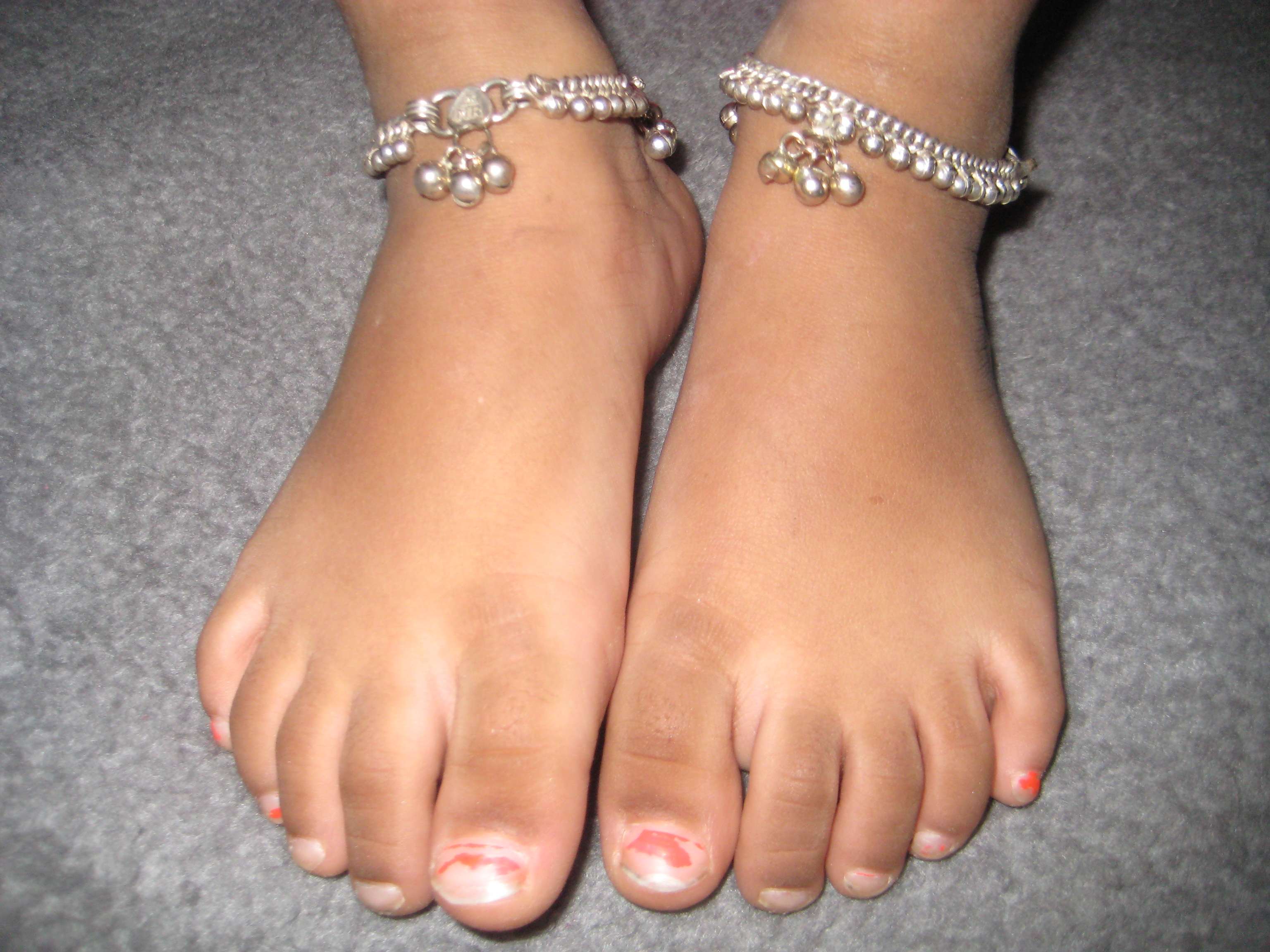
アンクレット

- 腕時計 - 手首につける時計であり、装飾の役割を担う品も多い。
- 懐中時計 - ウェストコートやスラックスに付ける時計。
  - ウォッチチェーン - 懐中時計に付ける鎖。
  - ウォッチフォブ - 懐中時計の鎖に付けるかざり。
- かつら - 頭部につける頭髪に似せたもの。
  - ヘアーエクステンション - 頭髪を延長するかざり。
- カメオ - ネックレスや指輪、ブローチに用いられる。

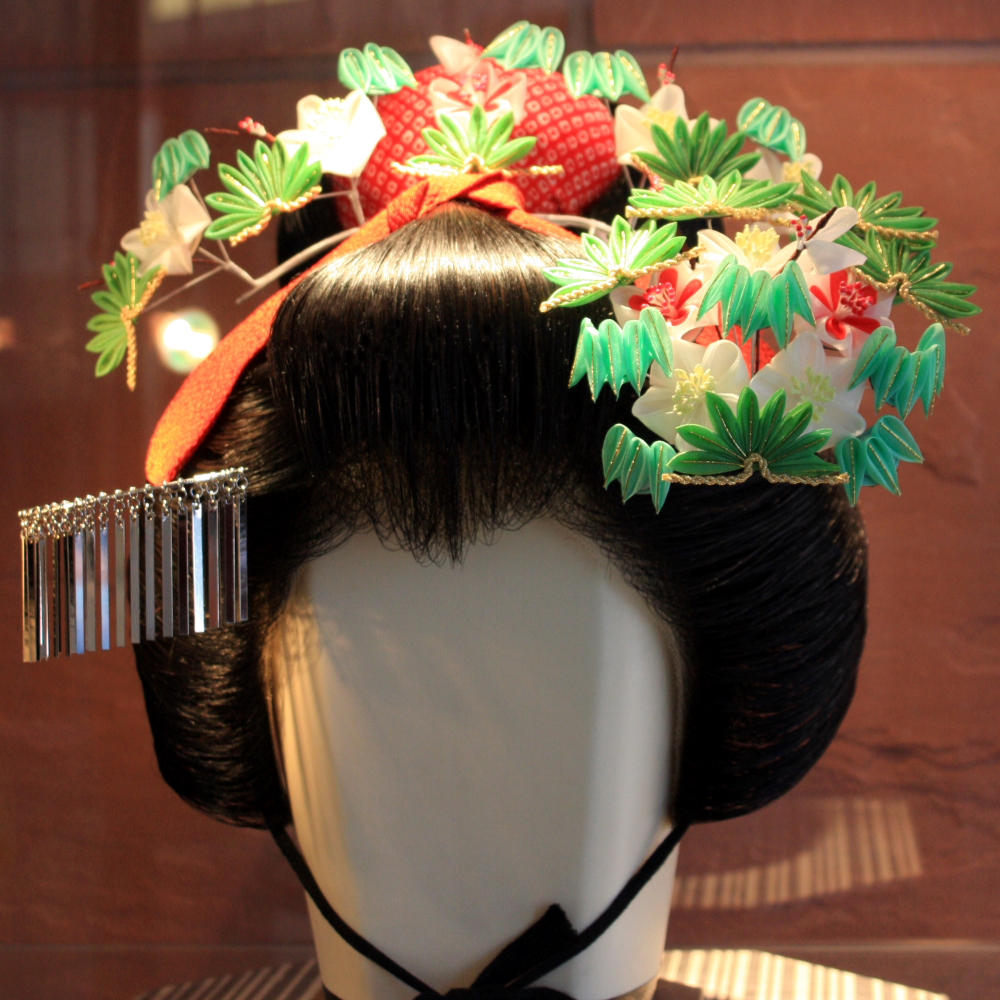
簪

- 簪（かんざし）- 主に女性の頭髪に挿して用いる装身具。
  - 根掛
  - 手絡
  - 押櫛 - 髪を梳かす他、装身具としても用いる櫛。
  - 笄 - 刀と一緒に持ち歩いた棒状の装身具。
  - 流蘇 - 中国の装身具。
  - 大拉翅 - 清朝の後期に満州族や宮廷の婦女の中で流行った一種の髪飾り。
  - リボン - 頭部や襟に着ける小さな帯状の布。
  - シュシュ - 環状の薄手の布にゴムを通して縮ませた髪飾り。
  - バレッタ - 髪をはさむための小さなひと組の棒など。
  - ヘアゴム - 髪をまとめるために使うゴム紐。
  - ヘアバンド -（カチューシャ）頭部につけるバンド。
  - ヘアピン - 髪を固定するためのピン。
- カラーステイ - ワイシャツの襟の形の見栄えを良くするために襟の裏側に入れる小さなパーツ。
- カラーピン - ネクタイの形を良く見せるためにワイシャツの襟に刺すピン。
- キーホルダー - 鍵をまとめるために用いる実用品ではあるが、装飾的なものもある。

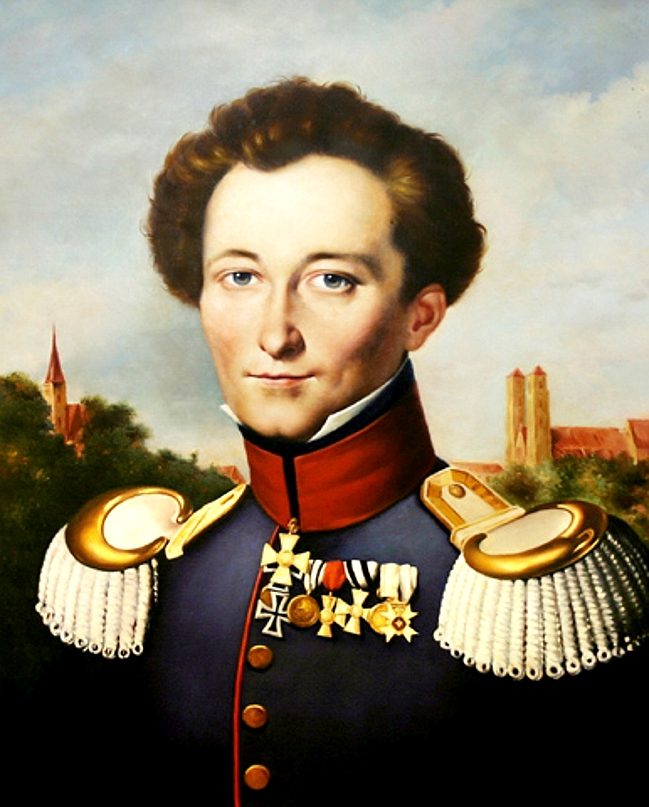
肩章

- 懸章（けんしょう）- 軍服に肩から腰にかけて「たすき」状に斜めにかける飾り。
  - 肩章（けんしょう、かたしょう）- 肩に付ける紐で編んだかざり。
  - 飾緒（しょくしょ、しょくちょ、かざりお）- 片肩から前部にかけて吊るされる飾り紐。
  - たすき - 着物の肩まわりに斜めに結ぶ紐状のもので、実用目的があるが、装飾の役割を担っていることもある。
- チェーン - 本来は財布の盗難防止などに使用されていたが、今日では首に巻くなどする。また、材質もシルバーなどが増えてきている。
- 菊綴 - 袴に付ける装身具。
- 首輪 - 首まわりにつける環（輪）。
- 組み紐 - 組んだ紐。
  - 真田紐 - 組み紐の安価版。
- グローブホルダー - 手袋に付ける金具。
- コッドピース - 14世紀から16世紀末にかけてヨーロッパで流行した、男性の股間の覆いつつも見る人にあえて意識させる布。
- 下緒 - 装飾のために日本刀の鞘に付ける紐。
- スタッドボタン - ワイシャツの胸ボタンの代わりに用いるもの。

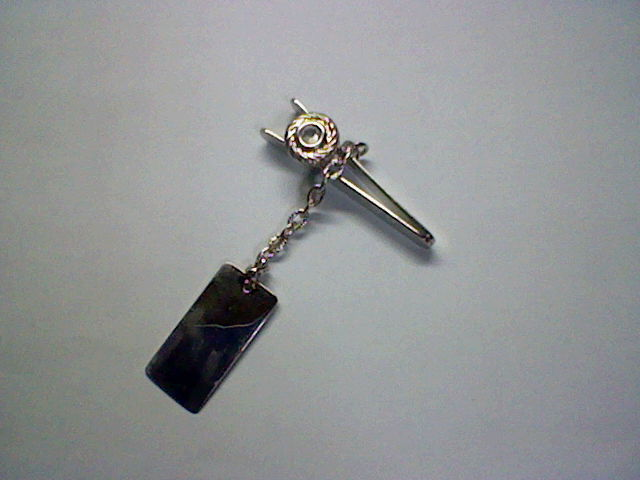
シューズマーカー

- スニーカーアクセサリー - 靴紐に付けるかざり。
  - シューズマーカー - 靴を脱いだときに付ける印の装身具。
- ティアラ - 女性がもっぱら装飾目的でつける冠の一種。クラウン（王冠）より下位。

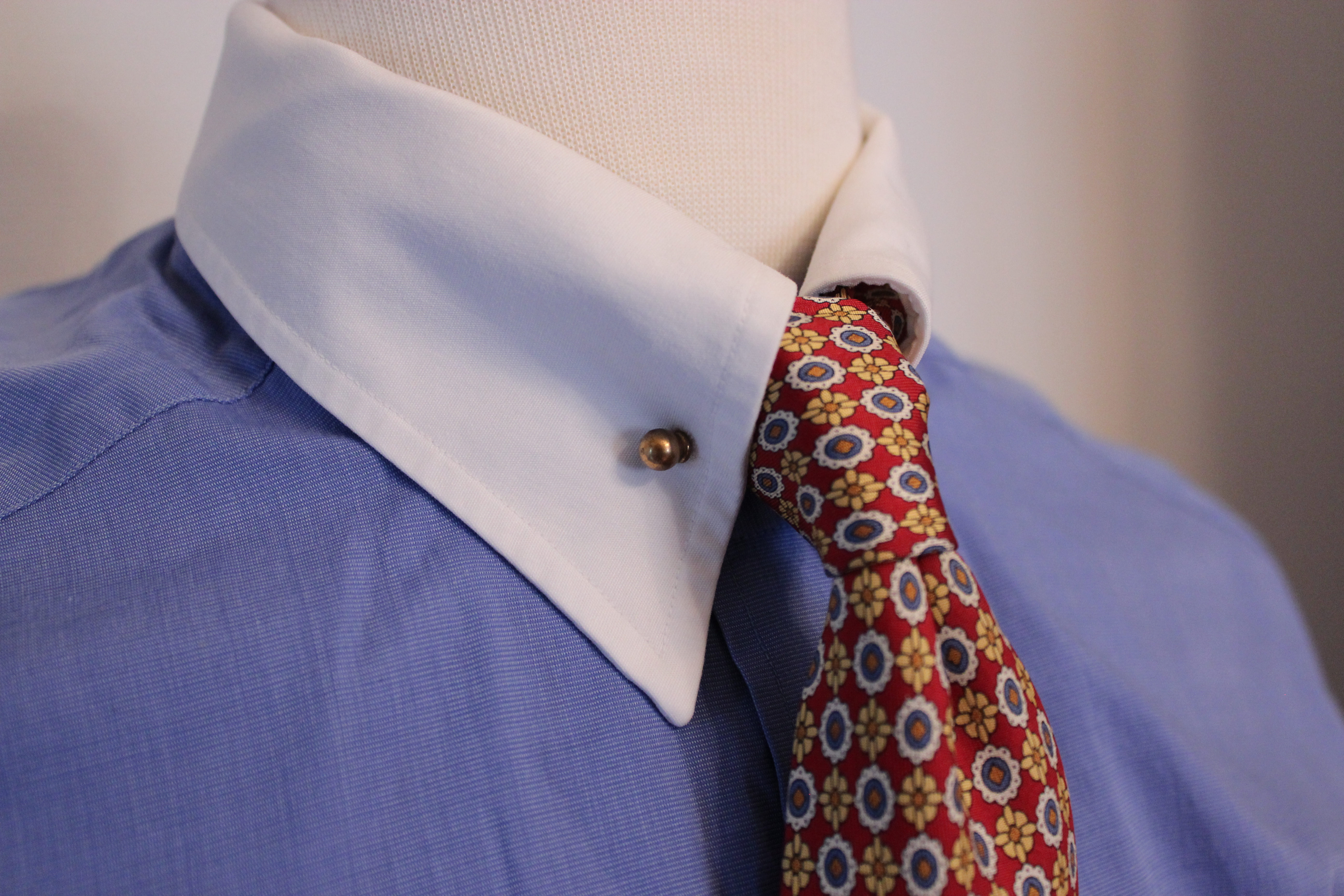
ネクタイ、およびその形を美しく見せるためのカラーピン。どちらもあくまで装飾であり、実用目的は全く無く、着用者はたいてい首が絞められて苦しく感じている。

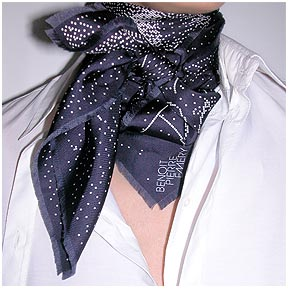
スカーフ

- ネクタイ - あくまで飾りのためにワイシャツの襟下などに巻く布。全く実用的機能を担っていない布。
  - アスコットタイ - 主にフロックコートやモーニングコートに用いる布。
  - スカーフ - ブラウスに用いることもある布。
  - 蝶ネクタイ - 主にタキシードや燕尾服に用いる装身具。
  - ネッカチーフ - 基本は装飾のためにボーイスカウトが襟まわりに巻く布。（なおボーイスカウトでは緊急時には包帯や三角巾に転用する。）
  - ジャボ - 襞の付いた胸の飾りのことで、袖口と同じくレースが用いられていた。
  - ネッククロス（顎布）- ネクタイの元祖となった装飾用の布。スカーフに近い。
  - フォーカル - ネクタイの元祖となった装飾用の布。スカーフに近い。
  - マフラー
- ネクタイピン - ネクタイがずれないようにするためという目的で（という口実で）つけるピン。

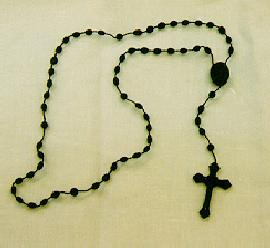
ロザリオ

- ネックレス - 首まわりにつける飾り。真珠ネックレスの場合は長さによって呼び名が変わる。環状になっていない、首の後ろで交差するように巻き、前で軽く結ぶ物をラリエットという。また装飾「ペンダントトップ」（―ヘッド）を追加出来る物をペンダントと呼ぶ。
  - SOSカプセル - 緊急用に名前や住所、病気等を記すもの。キーホルダーやネックレスとして使うことが多い。
  - グラスホルダー - 眼鏡を首から提げるためのものでネックレスを兼ねている。掛け外しが頻繁な老眼鏡やサングラスに付ける。近視の人は眼鏡を常に装用しているので必要ない。
  - コンボスキニオン - 数珠状の祈りの用具。
  - ドッグタグ - 認識票として用いる装身具。ネックレスとして使うことが多い。SOSカプセルと用途は似ている。
  - トルク - ネックレスの一種だが、指輪やピアスにも用いる。
  - 数珠 -本来は僧侶がマントラを唱えた回数などを数えるための道具（計数の器具）だが、首に掛け装飾的な役割も担う。
  - 勾玉 - 縄文時代から用いられていた首に掛ける装身具。
  - ミスバハ - 数珠状の祈りの用具。
  - ループタイ - ネックレスの一つ。かつてはネクタイの代用品として使われた。
  - ロケット - 写真を収める装身具。
  - ロザリオ - カトリック教会で一般化した数珠（祈りの回数を数える道具）と十字架が一体化したもの。
- 根付 - 帯に付ける装身具。
- 羽織紐 - 羽織に付ける紐状の装身具。
- バッグハンガー - 鞄につける装身具。
- バッジ - 服の襟、胸、鞄などに浸ける装身具。
  - ピンズ - バッジに酷似した装身具。
- ハットピン（帽子止め） - 帽子の紛失防止に浸けた装身具。
- 半衿 - 襦袢に取り付ける飾り用の襟。
- ピアス - 耳にあけた小さな穴に通して着用する耳かざり。「ピアスド・イヤリング」の略。
  - イヤリング - ピアスが耳に穴を空けるものに対し、イヤリングは耳朶などをはさんで着用する装身具。スクリュー式やクリップ式がある。
- ファスナー
  - メガZip
  - 引き手 - 飾りやアクセサリーを兼ねているものもある。
- フェロニエール - 額飾り。額につける鎖や革のアクセサリーで、額の中央へ宝石等の装飾がセットされる。フェロニエール（Ferronnière）の名称はレオナルド・ダ・ヴィンチの｢ラ・ベル・フェロニエール（La belle Ferronnière）｣伯爵夫人の肖像画に由来する。
- ブレスレット - 腕輪。手首に着用する装身具。
  - アームレット -肘の上から着ける装身具。
  - 腕輪念珠 - 数珠状のブレスレット。
  - シュシュ - ゴムで出来た装身具。ブレスレット以外にも髪留めにも使う。
  - バングル - 手首に着用するC型装身具。
- ブローチ - 服の胸の部分などにつける装身具。
  - コサージュ - 服の胸に付ける花束、造花が多い。
  - ブートニア（英語版） - コサージュの男性版。
  - スカーフクリップ
  - スカーフピン
  - ストールピン
  - ラペルピン - ジャケットの襟に付ける装身具。
  - フラワーホルダー（フラワーピン）- 花をさして使う装身具。ラペルピンの一つ。
- ベルト - ズボンに付ける装身具。
  - サスペンダー - ベルトの前身。
  - バックル - ベルトにつける装身具。
  - 帯 - 和服に用いる布製のベルト。
  - 帯留 - 帯締めに通す飾り物の装身具。

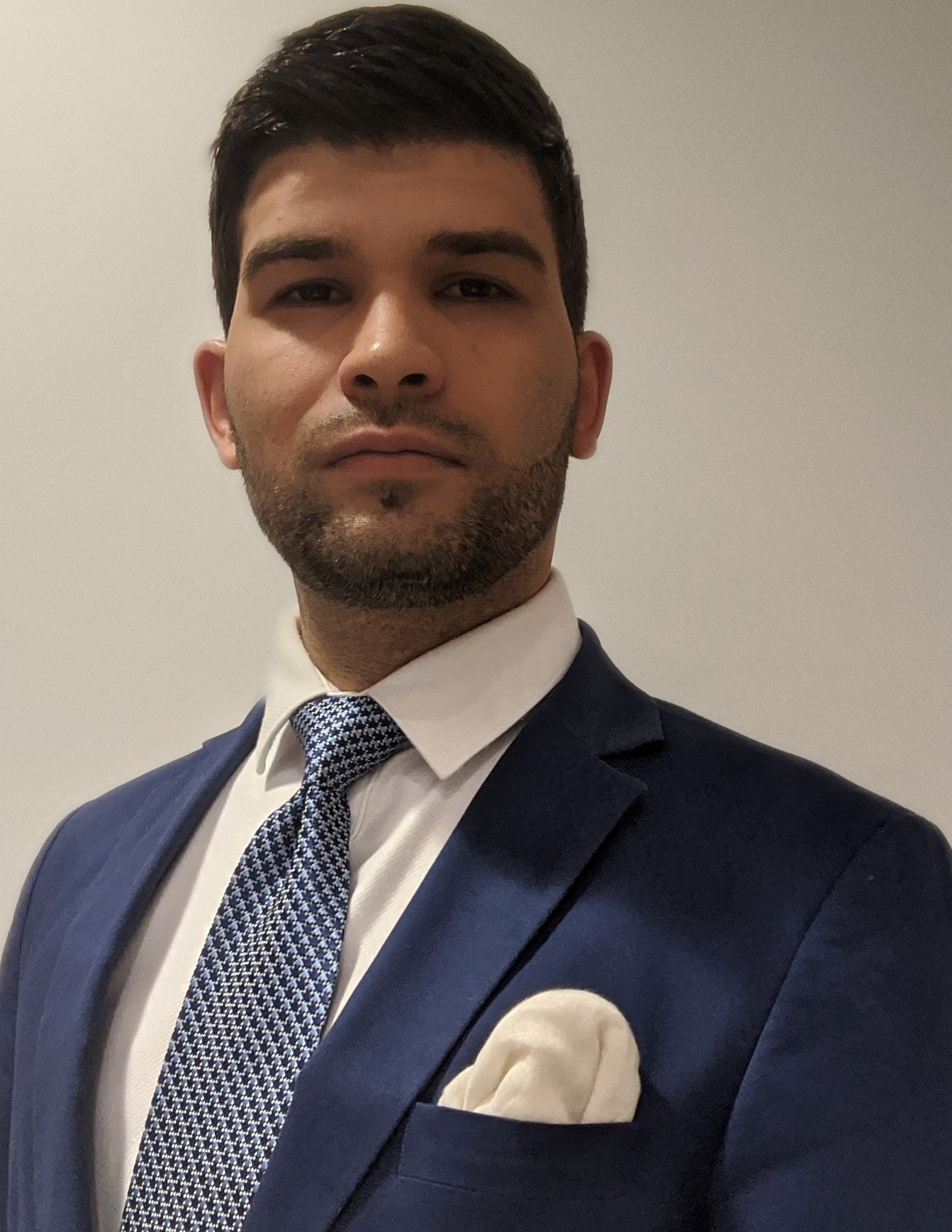
ポケットチーフ

- ポケットチーフ - 背広の胸ポケットに挿す装身具。 
  - チーフポインター -ポケットチーフに飾るピン状の装身具。
- ボタン - 服に付ける装身具。貝や金属製がある。
  - カフリンクス - ワイシャツなどのボタン穴に付ける。
  - カフスチャーム -カフリンクスに付ける鎖状の装身具。
  - ボタンカバー - ボタンに被せカフリンクスに似せた装身具。
- マネークリップ -紙幣を束ねるために用いる。
- 眼鏡 - 顔に掛ける装身具。
  - サングラス
  - ゴーグル

- 指輪 - 手の指にはめる環状の装身具。

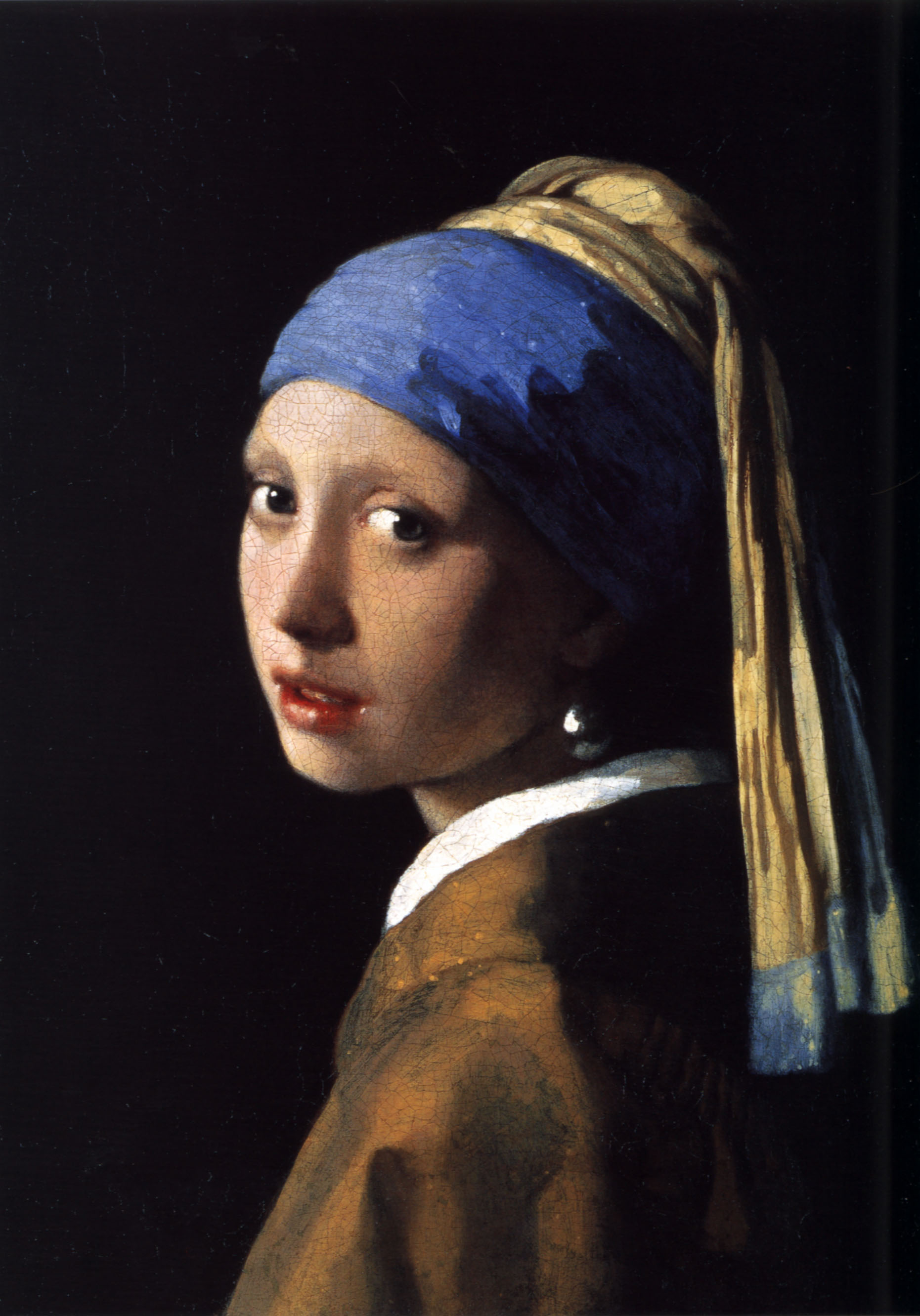
真珠の耳飾りの少女。同名の小説の題材にもなった。青いターバンの少女、とも。

  - インタリオリング（シグネットリング）- 印章に用いた指輪。現在は実用上の意味を持たず、また認印以外に使用することは出来ない。
  - カレッジリング - 学校の卒業祝いに作った指輪。
  - クラダリング - 縁結びのお守りとして用いられる指輪。着用法により未婚か既婚か、また恋人の有無が判別出来る。
  - 結婚指輪 - 結婚していることを示す指輪。
  - スプーンリング - スプーンの柄を曲げて作った指輪。
  - チャンピオンリング
  - ネクタイリング - ネクタイの首もとに填める指輪。
- リストバンド - 手首に着ける装身具。
  - ミサンガ - 鬘、手首に着ける装身具。組み紐の一種。
- リベット - ジーンズや鞄等に用いられる装身具。
- ワッペン - 服や帽子に縫いつける装身具。

## ジュエリー（宝飾品）
装身具のうち、宝石や貴金属製のものをとくに英語で「ジュエリー jewelryあるいはjewellery」、フランス語では「ビジュー bijou」とよんで、他の装身具と区別している。
一般的に装身具のうち、あくまで宝石・貴金属を用いて作られたのみを宝飾品（ジュエリー 英：Jewelry）と呼ぶ。「ジュエリー（宝飾品）」という用語は、装身具全般を指さない。
語法、下位分類
なおジュエリーを広義に用いた上で、それを下位分類し、宝石・貴金属を用いて作られた装身具のほうをファイン・ジュエリー (Fine Jewelry)と下位分類し、それ以外の貴石などの素材を使ったものや安価なものはコスチューム・ジュエリー (Costume Jewelry) と下位分類する分類方法、語法もある。

### ジュエリーの歴史
ローマ帝国時代から持ち歩き出来る財産（動産）として宝石は重宝されていたが、鍛冶技術の進歩により、中世・ルネサンス期に金との融合が可能となったことに伴い、金と宝石が融合した動産ジュエリーが生み出された。金も持ち歩き出来る財産（動産）として当時から重宝されていたが、宝石との融合により宝飾品として姿を変えることにより、財産または担保となり得る動産としての資産価値が高まり、欧州の宮廷文化に組み込まれ、今日に至る。

### 貴金属装身具の製法、および製品の区別
金属工芸の3大技法は彫金・鍛造・鋳造といわれ、貴金属装身具制作もこの全てがおこなわれる。装身具分野ではこれらを「彫金・鍛金・鋳金」と称する。一般的にはこれら貴金属装身具の制作技法を総称して「彫金」と呼ぶ。また、キャスト製品を区別するために「彫金・鍛金」の二技法のみを指して「彫金」と呼ぶこともある。厳密にはこの三つの中の一技法のみ、鏨（たがね）などを使用して金属を直接に切削したり文様や文字を彫りこむことが本来の「彫金」の意味である。
金属製装身具には量産品と、いわゆる彫金による製品がある。現在見られるほとんどの製品は量産製品であり、これは紀元前より存在する蝋型鋳造をルーツとするロストワックス鋳造法（ロストワックスキャスティング、インヴェストメントキャスティング）と呼ばれる方法で金属を加工されているものが主流である。金属工芸全体で見ればロストワックス法は大変に歴史が古いが、貴金属装身具の分野では200年に満たない新しい技法である。
これは作られるものが小さいために、重力による溶解金属の流し込み（鋳込み）ができなかったことが一つの理由である。流し込む金属の量が少ないと、溶解した金属の強い表面張力の影響で金属が鋳型に流れない。この問題を解決したのがガス圧鋳造および遠心鋳造である。ロストワックス精密鋳造法は、遠心鋳造方式が発明された20世紀初頭より、特に「原型の正確な転写」と「大量生産」を目的として発展した。技法的には、金属へ複雑な形態を付与できることが他の技法と最も異なる点であり、発明そのものの目的は「複雑な形態の原型をそのまま金属へ転写すること」である。このため精密鋳造とも呼ばれる。
彫金・鍛金・鋳金の三技法以外には、機械プレスによる製品がある。また近年では趣味性の高い物として銀粘土が盛んである。その他、現在ではあまり多く作られない伝統的技法として粒金技法（グラニュレーションen:granulation）などがある。
鍍金（メッキ）も重要な技法である。鍍金には安物、誤魔化しというような悪いイメージが付きまとうために「コーティング」と呼び方を変える事が多くなっている。銀やホワイトゴールド製のジュエリーによく施されるロジウムコーティングとは、ロジウムメッキとまったくの同義である。メッキも「彫金・鍛金・鋳金」と並ぶ伝統的な金属工芸技法のひとつだが、現在では軽視される傾向である。
ロストワックス精密鋳造法が台頭する以前には、現在「ハンドメイド」と区別される製法、すなわち彫金・鍛造が世界中で主流だった。
中でもインディアンジュエリーや東南アジアのジュエリーの人気が根強い。これらの制作技術はヨーロッパの宝飾技術が大航海時代以降に各地へと伝わったことにより発展したとされる。日本での錺（かざり）は、廃刀令後に職を失った刀剣師達がルーツの一つとも言われる。一説には刀剣の鍛造、装飾技法やその他の伝統的な金属工芸技法にヨーロッパの宝飾技術、デザインを取り入れたものが現在にも伝わる錺職と云われているが、実際には伝統的な金属工芸の全てに関わりがあると考えられる。
またロストワックスキャスト製品にもハンドメイドが存在する。キャスト製品は「ハンドメイド」でないという見方があるが、実際にはキャスト製品であれば全て「ハンドメイド」でないと見なすことは出来ない。個人制作家や小規模工房では、ロストワックス法にしかできない造形を生かした一点作品もよく作られており、また本体の鋳造後に金属を直接切削する彫金を併用して制作される場合なども多い。これらは量産品とは別のものとして扱われるべきであろう。
装身具製作の世界で「ハンドメイド」という言葉が何を指すのかには、決まりきった傾向や定義などは存在せず、混乱が見られる。彫金・鍛金・鋳金等は、このすべてが貴金属装身具製作になくてはならないものであり、人類の歴史の中では極めて普遍的・伝統的な工芸技法である。その意味ではその全てが重要といえよう。近年では3次元CADと光造形システムにロストワックス法が併用された技術の発達も進んでいる。

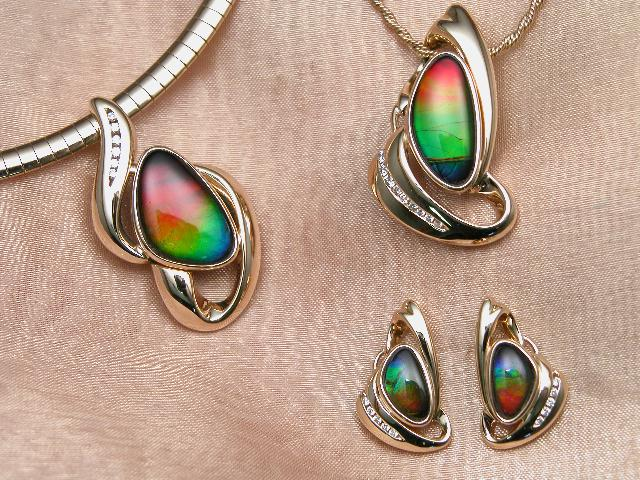
アンモライトを中心に金とダイヤモンドで作ったイヤリング（右下）とペンダント